# Catapoecilma anais
Catapoecilma anais är en fjärilsart som beskrevs av Hans Fruhstorfer 1915. Catapoecilma anais ingår i släktet Catapoecilma och familjen juvelvingar. Inga underarter finns listade i Catalogue of Life.